# Николаевская церковь (Клетско-Почтовский)
Николаевская церковь (Никольская церковь, церковь Святого Николая) — бывшая православная церковь на хуторе Клетско-Почтовский Области Войска Донского, ныне Волгоградской области.

## История
Церковь была построена в 1898 году стараниями урядника Степана Никифоровича Дронова. Была она деревянная, с такой же колокольней, покрытые листовым железом. Престол в храме один — во имя Святителя и Чудотворца Николая.
Другие здания, принадлежавшие церкви — церковно-приходская школа и церковная караулка. Школьное здание было деревянное на кирпичном фундаменте, крытое железом, с квартирой для учителя. Караулка для сторожей также была из дерева и покрыта железом. Причт получал доход от аренды паевой земли. Пахотной и сенокосной земли при церкви не было, служители храма пользовались паевым казачьим наделом в количестве 18 десятин.
Расстояние от Никольского храма до консистории составляло 400 верст, дот местного благочинного — 29 верст. В окрестностях находились другие церкви: в хуторе Подпешенском — в 18 верстах, в станице Распопинской — в 25 верстах и в станице Усть-Медведицкой — в 25 верстах. Хутора прихода Николаевской церкви: Ендовский и Вершинина Усть-Медведицкой станицы; Больше-Улановский и Мало-Улановский Кременской станицы.
После Октябрьской революции церковь была уничтожена. После распада СССР на хуторе был создан новый приход и построена церковь Николая Чудотворца. Ннастоятель — протоиерей Ковалев Евгений Михайлович.